# (3268) De Sanctis
(3268) De Sanctis – planetoida z grupy pasa głównego asteroid okrążająca Słońce w ciągu 3 lat i 218 dni w średniej odległości 2,35 j.a. Została odkryta 26 lutego 1981 roku w Obserwatorium La Silla przez Henriego Debehogne. Nazwa planetoidy pochodzi od Giovanni de Sanctisa, włoskiego astronoma. Przed nadaniem nazwy planetoida nosiła oznaczenie tymczasowe (3268) 1981 DD.